# Milnesium jacobi
Espèce
Milnesium jacobi est une espèce de tardigrades de la famille des Milnesiidae. 

## Distribution
Cette espèce est endémique du Texas aux États-Unis.

## Étymologie
Cette espèce est nommée en l'honneur de Jacob M. Guillory et Jacob M. Hinton.

## Publication originale
- Meyer & Hinton, 2010 : Milnesium zsalakoae and M. jacobi, two new species of Tardigrada (Eutardigrada: Apochela: Milnesiidae) from the southwestern United States. Proceedings of the Biological Society of Washington, vol. 123, no 2, p. 194-202.